# تماشاخانه اساطیر
تماشاخانه اساطیر: اسطوره و کهن‌نمونه در ادبیات نمایشی کتابی از نغمه ثمینی است که توسط نشر نی منتشر شده است این کتاب در سال ۱۳۸۷در بخش نقد ادبی جایزه جلال آل احمد و نیز جایزه کتاب سال ایران به‌عنوان کتاب برگزیده  انتخاب شد.  